# Mistrzowie Australian Open w grze podwójnej
Lista meczów finałowych Australian Open w grze podwójnej mężczyzn.

## Mecze finałowe (1905–2025)
| Rok  | Mistrzowie                                                                                            | Finaliści                                                                                             | Wynik                                                                                                 |
| 2025 | Harri Heliövaara Henry Patten                                                                         | Simone Bolelli Andrea Vavassori                                                                       | 6:7(16), 7:6(5), 6:3                                                                                  |
| 2024 | Rohan Bopanna Matthew Ebden                                                                           | Simone Bolelli Andrea Vavassori                                                                       | 7:6(0), 7:5                                                                                           |
| 2023 | Rinky Hijikata Jason Kubler                                                                           | Hugo Nys Jan Zieliński                                                                                | 6:4, 7:6(4)                                                                                           |
| 2022 | Thanasi Kokkinakis Nick Kyrgios                                                                       | Matthew Ebden Max Purcell                                                                             | 7:5, 6:4                                                                                              |
| 2021 | Ivan Dodig Filip Polášek                                                                              | Rajeev Ram Joe Salisbury                                                                              | 6:3, 6:4                                                                                              |
| 2020 | Rajeev Ram Joe Salisbury                                                                              | Max Purcell Luke Saville                                                                              | 6:4, 6:2                                                                                              |
| 2019 | Pierre-Hugues Herbert Nicolas Mahut                                                                   | Henri Kontinen John Peers                                                                             | 6:4, 7:6(1)                                                                                           |
| 2018 | Oliver Marach Mate Pavić                                                                              | Juan Sebastián Cabal Robert Farah                                                                     | 6:4, 6:4                                                                                              |
| 2017 | Henri Kontinen John Peers                                                                             | Bob Bryan Mike Bryan                                                                                  | 7:5, 7:5                                                                                              |
| 2016 | Jamie Murray Bruno Soares                                                                             | Daniel Nestor Radek Štěpánek                                                                          | 2:6, 6:4, 7:5                                                                                         |
| 2015 | Simone Bolelli Fabio Fognini                                                                          | Pierre-Hugues Herbert Nicolas Mahut                                                                   | 6:4, 6:4                                                                                              |
| 2014 | Łukasz Kubot Robert Lindstedt                                                                         | Eric Butorac Raven Klaasen                                                                            | 6:3, 6:3                                                                                              |
| 2013 | Bob Bryan Mike Bryan                                                                                  | Robin Haase Igor Sijsling                                                                             | 6:3, 6:4                                                                                              |
| 2012 | Leander Paes Radek Štěpánek                                                                           | Bob Bryan Mike Bryan                                                                                  | 7:6(1), 6:2                                                                                           |
| 2011 | Bob Bryan Mike Bryan                                                                                  | Mahesh Bhupathi Leander Paes                                                                          | 6:3, 6:4                                                                                              |
| 2010 | Bob Bryan Mike Bryan                                                                                  | Daniel Nestor Nenad Zimonjić                                                                          | 6:3, 6:7(5), 6:3                                                                                      |
| 2009 | Bob Bryan Mike Bryan                                                                                  | Mark Knowles Mahesh Bhupathi                                                                          | 2:6, 7:5, 6:0                                                                                         |
| 2008 | Jonatan Erlich Andy Ram                                                                               | Arnaud Clément Michaël Llodra                                                                         | 7:5, 7:6(4)                                                                                           |
| 2007 | Bob Bryan Mike Bryan                                                                                  | Jonas Björkman Maks Mirny                                                                             | 7:5, 7:5                                                                                              |
| 2006 | Bob Bryan Mike Bryan                                                                                  | Martin Damm Leander Paes                                                                              | 4:6, 6:3, 6:4                                                                                         |
| 2005 | Wayne Black Kevin Ullyett                                                                             | Bob Bryan Mike Bryan                                                                                  | 6:4, 6:4                                                                                              |
| 2004 | Michaël Llodra Fabrice Santoro                                                                        | Bob Bryan Mike Bryan                                                                                  | 7:6(4) 6:3                                                                                            |
| 2003 | Michaël Llodra Fabrice Santoro                                                                        | Mark Knowles Daniel Nestor                                                                            | 6:4, 3:6, 6:3                                                                                         |
| 2002 | Mark Knowles Daniel Nestor                                                                            | Michaël Llodra Fabrice Santoro                                                                        | 7:6(4) 6:3                                                                                            |
| 2001 | Jonas Björkman Todd Woodbridge                                                                        | Byron Black David Prinosil                                                                            | 6:1, 5:7, 6:4, 6:4                                                                                    |
| 2000 | Ellis Ferreira Rick Leach                                                                             | Wayne Black Andrew Kratzmann                                                                          | 6:4, 3:6, 6:3, 3:6, 18:16                                                                             |
| 1999 | Jonas Björkman Patrick Rafter                                                                         | Mahesh Bhupathi Leander Paes                                                                          | 6:3, 4:6, 6:4, 6:7(10) 6:4                                                                            |
| 1998 | Jonas Björkman Jacco Eltingh                                                                          | Todd Woodbridge Mark Woodforde                                                                        | 6:2, 5:7, 2:6, 6:4, 6:3                                                                               |
| 1997 | Todd Woodbridge Mark Woodforde                                                                        | Sébastien Lareau Alex O’Brien                                                                         | 4:6, 7:5, 7:5, 6:3                                                                                    |
| 1996 | Stefan Edberg Petr Korda                                                                              | Sébastien Lareau Alex O’Brien                                                                         | 7:5, 7:5, 4:6, 6:1                                                                                    |
| 1995 | Jared Palmer Richey Reneberg                                                                          | Mark Knowles Daniel Nestor                                                                            | 6:3, 3:6, 6:3, 6:2                                                                                    |
| 1994 | Jacco Eltingh Paul Haarhuis                                                                           | Byron Black Jonathan Stark                                                                            | 6:7 6:3, 6:4, 6:3                                                                                     |
| 1993 | Danie Visser Laurie Warder                                                                            | John Fitzgerald Anders Järryd                                                                         | 6:4, 6:3, 6:4                                                                                         |
| 1992 | Todd Woodbridge Mark Woodforde                                                                        | Kelly Jones Rick Leach                                                                                | 6:4, 6:3, 6:4                                                                                         |
| 1991 | Scott Davis David Pate                                                                                | Patrick McEnroe David Wheaton                                                                         | 6:7, 7:6, 6:3, 7:5                                                                                    |
| 1990 | Pieter Aldrich Danie Visser                                                                           | Grant Connell Glenn Michibata                                                                         | 6:4, 4:6, 6:1, 6:4                                                                                    |
| 1989 | Rick Leach Jim Pugh                                                                                   | Darren Cahill Mark Kratzmann                                                                          | 6:4, 6:4, 6:4                                                                                         |
| 1988 | Rick Leach Jim Pugh                                                                                   | Jeremy Bates Peter Lundgren                                                                           | 6:3, 6:2, 6:3                                                                                         |
| 1987 | Stefan Edberg Anders Järryd                                                                           | Peter Doohan Laurie Warder                                                                            | 6:4, 6:4, 7:6                                                                                         |
| 1986 | przywrócenie terminu rozgrywania Australian Open w styczniu spowodowało brak turnieju w roku 1986     | przywrócenie terminu rozgrywania Australian Open w styczniu spowodowało brak turnieju w roku 1986     | przywrócenie terminu rozgrywania Australian Open w styczniu spowodowało brak turnieju w roku 1986     |
| 1985 | Paul Annacone Christo Van Rensburg                                                                    | Mark Edmondson Kim Warwick                                                                            | 3:6, 7:6, 6:4, 6:4                                                                                    |
| 1984 | Mark Edmondson Sherwood Stewart                                                                       | Joakim Nyström Mats Wilander                                                                          | 6:2, 6:2, 7:5                                                                                         |
| 1983 | Mark Edmondson Paul McNamee                                                                           | Steve Denton Sherwood Stewart                                                                         | 6:3, 7:6                                                                                              |
| 1982 | John Alexander John Fitzgerald                                                                        | Andy Andrews John Sadri                                                                               | 6:4, 7:6                                                                                              |
| 1981 | Mark Edmondson Kim Warwick                                                                            | Hank Pfister John Sadri                                                                               | 6:3, 6:7, 6:3                                                                                         |
| 1980 | Mark Edmondson Kim Warwick                                                                            | Peter McNamara Paul McNamee                                                                           | 7:5, 6:4                                                                                              |
| 1979 | Peter McNamara Paul McNamee                                                                           | Paul Kronk Cliff Letcher                                                                              | 7:6, 6:2                                                                                              |
| 1978 | Wojciech Fibak Kim Warwick                                                                            | Paul Kronk Cliff Letcher                                                                              | 7:6, 7:5                                                                                              |
| 1977 | Ray Ruffels Allan Stone                                                                               | John Alexander Phil Dent                                                                              | 7:6, 7:6 (grudzień)                                                                                   |
| 1977 | zmiana terminu rozgrywania Australian Open ze stycznia na grudzień spowodowało 2 turnieje w roku 1977 | zmiana terminu rozgrywania Australian Open ze stycznia na grudzień spowodowało 2 turnieje w roku 1977 | zmiana terminu rozgrywania Australian Open ze stycznia na grudzień spowodowało 2 turnieje w roku 1977 |
| 1977 | Arthur Ashe Tony Roche                                                                                | Charlie Pasarell Erik van Dillen                                                                      | 6:4, 6:4 (styczeń)                                                                                    |
| 1976 | John Newcombe Tony Roche                                                                              | Ross Case Geoff Masters                                                                               | 7:6, 6:4                                                                                              |
| 1975 | John Alexander Phil Dent                                                                              | Bob Carmichael Allan Stone                                                                            | 6:3, 7:6                                                                                              |
| 1974 | Ross Case Geoff Masters                                                                               | Syd Ball Bob Giltinan                                                                                 | 6:7, 6:3, 6:4                                                                                         |
| 1973 | Mal Anderson John Newcombe                                                                            | John Alexander Phil Dent                                                                              | 6:3, 6:4, 7:6                                                                                         |
| 1972 | Owen Davidson Ken Rosewall                                                                            | Ross Case Geoff Masters                                                                               | 3:6, 7:6, 6:2                                                                                         |
| 1971 | John Newcombe Tony Roche                                                                              | Tom Okker Marty Riessen                                                                               | 6:2, 7:6                                                                                              |
| 1970 | Bob Lutz Stan Smith                                                                                   | John Alexander Phil Dent                                                                              | 8:6, 6:3, 6:4                                                                                         |
| 1969 | Roy Emerson Rod Laver                                                                                 | Ken Rosewall Fred Stolle                                                                              | 6:4, 6:4                                                                                              |
| 1968 | Dick Crealy Allan Stone                                                                               | Terry Addison Ray Keldie                                                                              | 10:8, 6:4, 6:3                                                                                        |
| 1967 | John Newcombe Tony Roche                                                                              | William Bowrey Owen Davidson                                                                          | 3:6, 6:3, 7:5, 6:8, 8:6                                                                               |
| 1966 | Roy Emerson Fred Stolle                                                                               | John Newcombe Tony Roche                                                                              | 7:9, 6:3, 6:8, 14:12, 12:10                                                                           |
| 1965 | John Newcombe Tony Roche                                                                              | Roy Emerson Fred Stolle                                                                               | 3:6, 4:6, 13:11, 6:3, 6:4                                                                             |
| 1964 | Bob Hewitt Fred Stolle                                                                                | Roy Emerson Ken Fletcher                                                                              | 6:4, 7:5, 3:6, 4:6, 14:12                                                                             |
| 1963 | Bob Hewitt Fred Stolle                                                                                | Ken Fletcher John Newcombe                                                                            | 6:2, 3:6, 6:3, 3:6, 6:3                                                                               |
| 1962 | Roy Emerson Neale Fraser                                                                              | Bob Hewitt Fred Stolle                                                                                | 4:6, 4:6, 6:1, 6:4, 11:9                                                                              |
| 1961 | Rod Laver Bob Mark                                                                                    | Roy Emerson Martin Mulligan                                                                           | 6:3, 7:5, 3:6, 9:11, 6:2                                                                              |
| 1960 | Rod Laver Bob Mark                                                                                    | Roy Emerson Neale Fraser                                                                              | 1:6, 6:2, 6:4, 6:4                                                                                    |
| 1959 | Rod Laver Bob Mark                                                                                    | Don Candy Robert Howe                                                                                 | 9:7, 6:4, 6:2                                                                                         |
| 1958 | Ashley Cooper Neale Fraser                                                                            | Roy Emerson Bob Mark                                                                                  | 7:5, 6:8, 3:6, 6:3, 7:5                                                                               |
| 1957 | Neale Fraser Lew Hoad                                                                                 | Mal Anderson Ashley Cooper                                                                            | 6:3, 8:6, 6:4                                                                                         |
| 1956 | Lew Hoad Ken Rosewall                                                                                 | Don Candy Mervyn Rose                                                                                 | 10:8, 13:11, 6:4                                                                                      |
| 1955 | Vic Seixas Tony Trabert                                                                               | Lew Hoad Ken Rosewall                                                                                 | 6:3, 6:2, 2:6, 3:6, 6:1                                                                               |
| 1954 | Rex Hartwig Mervyn Rose                                                                               | Neale Fraser Clive Wilderspin                                                                         | 6:3, 6:4, 6:2                                                                                         |
| 1953 | Lew Hoad Ken Rosewall                                                                                 | Don Candy Mervyn Rose                                                                                 | 9:11, 6:4, 10:8, 6:4                                                                                  |
| 1952 | Ken McGregor Frank Sedgman                                                                            | Don Candy Mervyn Rose                                                                                 | 6:4, 7:5, 6:3                                                                                         |
| 1951 | Ken McGregor Frank Sedgman                                                                            | John Bromwich Adrian Quist                                                                            | 11:9, 2:6, 6:3, 4:6, 6:3                                                                              |
| 1950 | John Bromwich Adrian Quist                                                                            | Jaroslav Drobný Eric Sturgess                                                                         | 6:3, 5:7, 4:6, 6:3, 8:6                                                                               |
| 1949 | John Bromwich Adrian Quist                                                                            | Geoff Brown Bill Sidwell                                                                              | 6:8, 7:5, 6:2, 6:3                                                                                    |
| 1948 | John Bromwich Adrian Quist                                                                            | Colin Long Frank Sedgman                                                                              | 1:6, 3:6, 8:6, 6:3, 8:6                                                                               |
| 1947 | John Bromwich Adrian Quist                                                                            | Frank Sedgman George Worthington                                                                      | 6:1, 6:3, 6:1                                                                                         |
| 1946 | John Bromwich Adrian Quist                                                                            | Max Newcombe Leonard Schwartz                                                                         | 6:3, 6:1, 9:7                                                                                         |
| 1945 | przerwa wojenna: II wojna światowa                                                                    | przerwa wojenna: II wojna światowa                                                                    | przerwa wojenna: II wojna światowa                                                                    |
| 1944 | przerwa wojenna: II wojna światowa                                                                    | przerwa wojenna: II wojna światowa                                                                    | przerwa wojenna: II wojna światowa                                                                    |
| 1943 | przerwa wojenna: II wojna światowa                                                                    | przerwa wojenna: II wojna światowa                                                                    | przerwa wojenna: II wojna światowa                                                                    |
| 1942 | przerwa wojenna: II wojna światowa                                                                    | przerwa wojenna: II wojna światowa                                                                    | przerwa wojenna: II wojna światowa                                                                    |
| 1941 | przerwa wojenna: II wojna światowa                                                                    | przerwa wojenna: II wojna światowa                                                                    | przerwa wojenna: II wojna światowa                                                                    |
| 1940 | John Bromwich Adrian Quist                                                                            | Jack Crawford Vivian McGrath                                                                          | 6:3, 7:5, 6:1                                                                                         |
| 1939 | John Bromwich Adrian Quist                                                                            | Colin Long Don Turnbull                                                                               | 6:4, 7:5, 6:2                                                                                         |
| 1938 | John Bromwich Adrian Quist                                                                            | Gottfried von Cramm Henner Henkel                                                                     | 7:5, 6:4, 6:0                                                                                         |
| 1937 | Adrian Quist Don Turnbull                                                                             | John Bromwich Jack Harper                                                                             | 6:2, 9:7, 1:6, 6:8, 6:4                                                                               |
| 1936 | Adrian Quist Don Turnbull                                                                             | Jack Crawford Vivian McGrath                                                                          | 6:8, 6:2, 6:1, 3:6, 6:2                                                                               |
| 1935 | Jack Crawford Vivian McGrath                                                                          | Pat Hughes Fred Perry                                                                                 | 6:4, 8:6, 6:2                                                                                         |
| 1934 | Pat Hughes Fred Perry                                                                                 | Adrian Quist Don Turnbull                                                                             | 6:8, 6:3, 6:4, 3:6, 6:3                                                                               |
| 1933 | Keith Gledhill Ellsworth Vines                                                                        | Jack Crawford Edgar Moon                                                                              | 6:4, 10:8, 6:2                                                                                        |
| 1932 | Jack Crawford Edgar Moon                                                                              | Harry Hopman Gerald Patterson                                                                         | 12:10, 6:3, 4:6, 6:4                                                                                  |
| 1931 | Charles Donohoe Ray Dunlop                                                                            | Jack Crawford Harry Hopman                                                                            | 8:6, 6:2, 5:7, 7:9, 6:4                                                                               |
| 1930 | Jack Crawford Harry Hopman                                                                            | Tim Fitchett John Hawkes                                                                              | 8:6, 6:1, 2:6, 6:3                                                                                    |
| 1929 | Jack Crawford Harry Hopman                                                                            | Jack Cummings Edgar Moon                                                                              | 6:1, 6:8, 4:6, 6:1, 6:3                                                                               |
| 1928 | Jean Borotra Jacques Brugnon                                                                          | Edgar Moon James Willard                                                                              | 6:2, 4:6, 6:4, 6:4                                                                                    |
| 1927 | John Hawkes Gerald Patterson                                                                          | Ian McInness Pat O’Hara Wood                                                                          | 8:6, 6:2, 6:1                                                                                         |
| 1926 | John Hawkes Gerald Patterson                                                                          | James Anderson Pat O’Hara Wood                                                                        | 6:1, 6:4, 6:2                                                                                         |
| 1925 | Pat O’Hara Wood Gerald Patterson                                                                      | James Anderson Fred Kalms                                                                             | 6:4, 8:6, 7:5                                                                                         |
| 1924 | James Anderson Norman Brookes                                                                         | Pat O’Hara Wood Gerald Patterson                                                                      | 6:2, 6:4, 6:3                                                                                         |
| 1923 | Pat O’Hara Wood Bert St. John                                                                         | Dudley Bullough Horace Rice                                                                           | 6:4, 6:3, 3:6, 6:0                                                                                    |
| 1922 | John Hawkes Gerald Patterson                                                                          | James Anderson Norman Peach                                                                           | 8:10, 6:0, 6:0, 7:5                                                                                   |
| 1921 | Sidney H. Eaton Rhys Gemmell                                                                          | N. Brearley Edward Stokes                                                                             | 7:5, 6:3, 6:3                                                                                         |
| 1920 | Pat O’Hara Wood Ronald Thomas                                                                         | Horace Rice Ray Taylor                                                                                | 6:1, 6:0, 7:5                                                                                         |
| 1919 | Pat O’Hara Wood Ronald Thomas                                                                         | James Anderson Arthur Lowe                                                                            | 7:5, 6:1, 7:9, 3:6, 6:3                                                                               |
| 1918 | przerwa wojenna: I wojna światowa                                                                     | przerwa wojenna: I wojna światowa                                                                     | przerwa wojenna: I wojna światowa                                                                     |
| 1917 | przerwa wojenna: I wojna światowa                                                                     | przerwa wojenna: I wojna światowa                                                                     | przerwa wojenna: I wojna światowa                                                                     |
| 1916 | przerwa wojenna: I wojna światowa                                                                     | przerwa wojenna: I wojna światowa                                                                     | przerwa wojenna: I wojna światowa                                                                     |
| 1915 | Horace Rice Clarence Todd                                                                             | Gordon Lowe Bert St. John                                                                             | 8:6, 6:4, 7:9, 6:3                                                                                    |
| 1914 | Ashley Campbell Gerald Patterson                                                                      | Rodney Heath Arthur O’Hara Wood                                                                       | 7:5, 3:6, 6:3, 6:3                                                                                    |
| 1913 | Alf Hedeman Ernie Parker                                                                              | Harry Parker Ray Taylor                                                                               | 8:6, 4:6, 6:4, 6:4                                                                                    |
| 1912 | Charles Dixon James Parke                                                                             | Alfred Beamish Gordon Lowe                                                                            | 6:4, 6:4, 6:2                                                                                         |
| 1911 | Rodney Heath Randolph Lycett                                                                          | John Addison Norman Brookes                                                                           | 6:2, 7:5, 6:0                                                                                         |
| 1910 | Ashley Campbell Horace Rice                                                                           | Rodney Heath John L. Odea                                                                             | 6:3, 6:3, 6:2                                                                                         |
| 1909 | J. Keane Ernie Parker                                                                                 | Tom Crooks Anthony Wilding                                                                            | 1:6, 6:1, 6:1, 9:7                                                                                    |
| 1908 | Fred Alexander Alfred Dunlop                                                                          | Granville G. Sharp Anthony Wilding                                                                    | 6:3, 6:2, 6:1                                                                                         |
| 1907 | William Gregg Harry Parker                                                                            | Horace Rice George Wright                                                                             | 6:2, 3:6, 6:2, 6:2                                                                                    |
| 1906 | Rodney Heath Anthony Wilding                                                                          | Cecil Cleve Cox Harry Parker                                                                          | 6:2, 6:4, 6:2                                                                                         |
| 1905 | Randolph Lycett Tom Tachell                                                                           | Edgar T. Barnard Basil Spence                                                                         | 11:9, 8:6, 1:6, 4:6, 6:1                                                                              |